# Carúpano
Carúpano è una città dello stato di Sucre, in Venezuela. La città è il centro amministrativo del municipio di Bermúdez. Ha una popolazione di 170.000 abitanti ed è la seconda maggiore città dello stato dopo la capitale, Cumaná, da cui dista 120 km. Si trova nella parte settentrionale dello stato, sulla costa caraibica, tra le penisole di Araya e Paria.
A Carúpano si concentrano i servizi amministrativi, portuali, educativi e sanitari della regione, e le sedi commerciali di prodotti agricoli e della pesca. L'unione di fattori geografici, climatici, scenografici e la gran estensione di coste ne fanno inoltre un importante polo turistico.

## Storia
Cristoforo Colombo approdò nel 1498, al suo terzo viaggio, sulla penisola di Paria, vicino a Carúpano. Cosicché fu il primo europeo a toccare terra in America del Sud. Nei viaggi precedenti aveva esplorato solo le isole dei Caraibi. 
L'origine del nome Carúpano è nettamente indigena e ha sofferto alterazioni dall'originale e quindi nella grafia castigliana. Il vero termine è Karú-Pana, che significa "casa di terra" o "terra con casa" nel linguaggio Uainimanes (Nu-Aruak).
Nel 1814 a Carúpano Simón Bolívar decretò l'abolizione della schiavitù in Venezuela.
Nel luglio 1997, un forte terremoto scosse la città. L'epicentro era molto vicino al centro abitato di Cariaco, a pochi minuti della città, dove ci furono i maggiori danni alla popolazione.